# Carl Wercklé
Carl Wercklé (Carlos, Karl) (* 18 de julio de 1860, Vibersviller- 24 de noviembre de 1924, San José (Costa Rica)) fue un botánico, y pteridólogo francés.

Contribuyó al conocimiento de la flora de Costa Rica, por su exploración, identificación y nombramiento de sus especies. En total se posee el registro de sus 214 nuevos nombres, en especial en la familia de las Bromeliaceae.
Wercklé, gran recolector de varias centenas de especies de helechos estudiados antes por Konrad Hermann Heinrich Christ y luego por Eduard Rosenstock, fue la figura más trascendente de la botánica de Costa Rica. Wercklé es el autor del único tratado de fitogeografía de Costa Rica. Para movilizarse por el país y desde Europa contó con la contribución de la taxónoma y mecenas costarricense "Amparo López Calleja de Zeledón"  (enlace roto disponible en Internet Archive; véase el historial, la primera versión y la última)..

## Honores
El género botánico Werckleocereus (cactáceas), y el Wercklea, se nombran en su honor.
- La abreviatura «Wercklé» se emplea para indicar a Carl Wercklé como autoridad en la descripción y clasificación científica de los vegetales.[2]